# معاهدات نايميخن
معاهدات سلام نايميخن ( في اللغة الفرنسية: Traités de Paix de Nimègue ؛ في اللغة الالمانية: Friede von Nimwegen) كانت سلسلة من المعاهدات الموقعة في مدينة نايميخن الهولندية ما بين أغسطس 1678 وأكتوبر 1679. أنهت المعاهدات العديد من الحروب المترابطة بين فرنسا، والجمهورية الهولندية، وإسبانيا، وبراندنبورغ، والسويد، ومملكة الدنمارك النرويج، وأمير أسقفية مونستر، والإمبراطورية الرومانية المقدسة. من أهم المعاهدات هي الأولى، التي أقامت السلام بين فرنسا والجمهورية الهولندية ووضعت الحدود الشمالية لفرنسا بالقرب من موقعها الحديث.

## خلفية
كانت الحرب الفرنسية الهولندية 1672–1678 مصدر جميع الحروب الأخرى التي انتهت رسميًا في نايميخن. تم ترتيب معاهدات سلام منفصلة لصراعات مثل الحرب الأنجلو هولندية الثالثة والحرب السكونية، ولكن جميعها نتجت وشكلت بشكل مباشر الحرب الفرنسية الهولندية. شاركت إنجلترا في البداية في الحرب على الجانب الفرنسي لكنها انسحبت في عام 1674، بعد معاهدة وستمنستر. غادر الناخبون في كولونيا الحرب في عام 1674، بينما قام أمير أسقف مونستر بتغيير ولائه من فرنسا للانضمام إلى التحالف المناهض لفرنسا في ذلك العام. انضمت مملكة الدنمارك النرويج أيضًا إلى الجانب المناهض لفرنسا في عام 1675، حيث قاتلت في الأساس ضد السويد. 

## المعاهدات
بدأت مفاوضات السلام منذ عام 1676، ولكن لم يتم الاتفاق على أي شيء والتوقيع عليه قبل عام 1678. تم إبرام معظم المعاهدات في مدينة نايميخن، وبالتالي يُعرف مجموع جميع الوثائق باسم «معاهدات نايميخن». وقعت بعض الدول المعنية اتفاقيات سلام في مكان آخر، مثل معاهدة سيلي (أبرمت السويد السلام مع لونيبورغ (سيلي) )، ومعاهدة سان جيرمان (عقدت فرنسا والسويد السلام مع براندنبورغ) ومعاهدة فونتينبلو (فرضت فرنسا السلام بين السويد والدنمارك والنرويج).
| معاهدات نيميغن والمعاهدات ذات الصلة | معاهدات نيميغن والمعاهدات ذات الصلة | معاهدات نيميغن والمعاهدات ذات الصلة | معاهدات نيميغن والمعاهدات ذات الصلة | معاهدات نيميغن والمعاهدات ذات الصلة | معاهدات نيميغن والمعاهدات ذات الصلة |
| التاريخ                             | معاهدة                              | الجانب المناهض للفرنسيين            | الجانب الفرنسي                      | نص                                  | المصدر                              |
| ----------------------------------- | ----------------------------------- | ----------------------------------- | ----------------------------------- | ----------------------------------- | ----------------------------------- |
| 10 أغسطس 1678                       | معاهدة نيميغن                       | الجمهورية الهولندية                 | فرنسا                               | هولندي                              | [ 2 ] [ 3 ]                         |
| 10 أغسطس 1678                       | ( معاهدة تجارية منفصلة )            | الجمهورية الهولندية                 | فرنسا                               |                                     | [ 4 ]                               |
| 17 سبتمبر 1678                      | معاهدة نيميغن                       | إسبانيا                             | فرنسا                               | فرنسي                               | [ 2 ]                               |
| 5 فبراير 1679                       | معاهدة نيميغن                       | الإمبراطورية الرومانية المقدسة      | فرنسا والسويد                       | لاتيني / سويدي، الماني              | [ 2 ]                               |
| 5 فبراير 1679 (26 يناير 1679)       | معاهدة سيل                          | لونبورغ (سيلي)                      | السويد (وفرنسا)                     |                                     | [ 5 ]                               |
| 19 مارس 1679                        | معاهدة نيميغن                       | مونستر                              | السويد                              |                                     | [ 6 ] [ 7 ]                         |
| 29 يونيو 1679 (19 يونيو 1679)       | معاهدة سان جيرمان                   | براندنبورغ بروسيا                   | فرنسا (والسويد)                     |                                     | [ 2 ]                               |
| 2 سبتمبر 1679 (23 أغسطس 1679)       | معاهدة فونتينبلو                    | الدنمارك والنرويج                   | السويد (وفرنسا)                     |                                     | [ 2 ]                               |
| 26 سبتمبر 1679 (16 سبتمبر 1679)     | سلام لوند                           | الدنمارك والنرويج                   | السويد (وفرنسا)                     |                                     | [ 2 ]                               |
| 12 أكتوبر 1679 (2 أكتوبر 1679)      | معاهدة نيميغن                       | الجمهورية الهولندية                 | السويد                              |                                     | [ 2 ]                               |

## الشروط
انتهت الحرب الفرنسية الهولندية بمعاهدة منحت فرنسا السيطرة على منطقة فرانش كومتي. اكتسبت فرنسا أيضًا المزيد من الأراضي من هولندا الإسبانية، إضافة إلى تلك التي ضمتها بموجب سلام البرانس عام 1659، ومعاهدة إيكس لا شابيل في عام 1668. وشملت هذه بلدة سان أومير مع الجزء الشمالي الغربي المتبقي من مقاطعة إمبراطورية أرتوا السابقة ؛ أراضي كاسيل وآير سور لا ليز وإيبرس في جنوب غرب فلاندرز ؛ أسقفية كإمبراي ؛ ومدينتي فالنسيان وماوبيج في مقاطعة هاينو الجنوبية.
بدوره، تنازل الملك الفرنسي لويس الرابع عشر عن مدينة ماستريخت المحتلة وإمارة أورانج إلى حامل اللقب الهولندي ويليام الثالث. انسحبت القوات الفرنسية من عدة مناطق محتلة شمال فلاندرز وهاينو.
احتفظ الإمبراطور ليوبولد الأول بقلعة فيليبسبورغ التي تم الاستيلاء عليها ولكن كان عليه قبول الاحتلال الفرنسي لمدن فرايبورغ (حتى 1697) وكيهل (حتى 1698) على الضفة اليمنى لنهر الراين.
المعاهدات لم تسفر عن سلام دائم.

## ثقافة
كتب مارك أنطوان شاربنتير كتابًا لهذه المناسبة.